# Manilal Gandhi
 Manilal Mohandas Gandhi (Rajkot, India británica; 28 de octubre de 1892-4 de abril de 1956) fue el segundo hijo de Mohandas Karamchand Gandhi y Kasturba Gandhi.
En 1897 viajó por primera vez a Sudáfrica, donde pasó un tiempo trabajando en el Phoenix Ashram cerca de Durban. Después de una breve visita a la India, en 1917 Manilal regresó a Sudáfrica para asistir en la impresión de la Indian Opinion, una publicación semanal en gujarati e inglés, en Phoenix, Durban. Para 1918, Manilal prácticamente hacía todo el trabajo y en 1920 se hizo cargo como editor. Al igual que su padre, Manilal también fue enviado a la cárcel en varias ocasiones por el gobierno colonial británico luego de protestar contra las leyes injustas. Permaneció como editor hasta su muerte. 
Murió en 1956, de una trombosis cerebral después de un accidente cerebrovascular.